# کالج پرستاری میزورام
کالج پرستاری میزورام (به انگلیسی: Mizoram College of Nursing) که در سال ۱۹۸۰ میلادی در میزورام هند تأسیس گردید.و زیر نظر بیمارستان عمران ایزوال و دپارتمان بهداشت، درمان و رفاه خانواده میزورام، هند فعالیت می‌کند.

## پردیس
پردیس آن در ۲۴ ژانویه ۲۰۱۱ تأسیس گردید و این پردیس دارای یک کتابخانه، سایت کامپیوتر، آزمایشگاه پرستاری، کلاس‌های درس، و یک خوابگاه است.

## دوره
این کالج تا مقطع کارشناسی ارشد پرستاری را ارائه می دهدو دانشجویان پرستاری می‌توانند تجربه سلامت روان در مؤسسه منطقه بوردولوئی بهداشت روان گوپیناز به دست آورند.

## وابستگی
این کالج از شورای پرستاری هند (INC)، شورای پرستاری دهلی و میزورام (MNC) دارای تاییدیه بوده و به دانشگاه میزورام وابسته است.